# Biegi narciarskie na Mistrzostwach Świata w Narciarstwie Klasycznym 2007 – sprint drużynowy mężczyzn
Sprint drużynowy mężczyzn techniką dowolną był jedną z konkurencji XXXIII Mistrzostw Świata w Narciarstwie Klasycznym; zawody odbyły się 23 lutego 2007 roku. Tytułu sprzed dwóch lat nie obroniła reprezentacja Norwegii, która tym razem zajęła siódme miejsce. Nowymi mistrzami świata zostali reprezentanci Włoch: Renato Pasini i Cristian Zorzi, drugie miejsce zajęli Rosjanie: Nikołaj Moriłow i Wasilij Roczew, a brązowy medal zdobyła reprezentacja Czech w składzie Milan Šperl oraz Dušan Kožíšek.

## Rezultaty
| Miejsce | Numer | Państwo           | Zawodnicy                             | Czas           | Strata         |
| ------- | ----- | ----------------- | ------------------------------------- | -------------- | -------------- |
| 01 !    | 13    | Włochy            | Renato Pasini Cristian Zorzi          | 17:50,6        | —              |
| 02 !    | 3     | Rosja             | Nikołaj Moriłow Wasilij Roczew        | 17:50,6        | +0,0           |
| 03 !    | 6     | Czechy            | Milan Šperl Dušan Kožíšek             | 17:51,3        | +0,7           |
| 4       | 16    | Niemcy            | Tobias Angerer Axel Teichmann         | 17:51,4        | +0,8           |
| 5       | 5     | Polska            | Maciej Kreczmer Janusz Krężelok       | 17:51,5        | +0,9           |
| 6       | 4     | Kanada            | Devon Kershaw Drew Goldsack           | 17:54,9        | +4,3           |
| 7       | 2     | Norwegia          | Tor Arne Hetland Petter Northug       | 17:58,7        | +8,1           |
| 8       | 14    | Estonia           | Peeter Kümmel Priit Narusk            | 18:45,7        | +55,1          |
| 9       | 7     | Finlandia         | Ville Nousiainen Sami Jauhojärvi      | Półfinał 1     | Półfinał 1     |
| 10      | 19    | Japonia           | Osamu Yamagishi Yūichi Onda           | Półfinał 2     | Półfinał 2     |
| 11      | 15    | Francja           | Roddy Darragon Cyril Miranda          | Półfinał 2     | Półfinał 2     |
| 12      | 8     | Szwajcaria        | Christoph Eigenmann Remo Fischer      | Półfinał 1     | Półfinał 1     |
| 13      | 12    | Stany Zjednoczone | Torin Koos Andrew Newell              | Półfinał 2     | Półfinał 2     |
| 14      | 11    | Australia         | Ben Sim Paul Murray                   | Półfinał 1     | Półfinał 1     |
| 15      | 20    | Słowacja          | Martin Otčenáš Michal Malák           | Półfinał 2     | Półfinał 2     |
| 16      | 10    | Węgry             | Imre Tagscherer Zoltán Tagscherer     | Półfinał 1     | Półfinał 1     |
| 17      | 21    | Chiny             | Wang Songtao Li Geliang               | Półfinał 2     | Półfinał 2     |
| 18      | 9     | Grecja            | Lefteris Fafalis Grigoris Moschowakos | Półfinał 1     | Półfinał 1     |
| —       | 1     | Szwecja           | Björn Lind Peter Larsson              | Półfinał 1 DNF | Półfinał 1 DNF |
| —       | 17    | Kazachstan        | Nikołaj Czebot´ko Jewgienij Koszewoj  | DSQ            | DSQ            |
| —       | 18    | Austria           | Martin Stockinger Jürgen Pinter       | DSQ            | DSQ            |